# David Brinkley
David McClure Brinkley (Wilmington, 10 luglio 1920 – Houston, 11 giugno 2003) è stato un giornalista statunitense.

## Biografia
Ha frequentato la New Hanover High School di Wilmington e ha studiato all'Università della Carolina del Nord a Chapel Hill, alla Emory University e alla Vanderbilt University. Prestò poi servizio nell'esercito degli Stati Uniti dal 1941 al 1943. Nel 1943 ottenne un lavoro alla NBC News come conduttore televisivo. Dal 1952 lavorò a Washington D.C. per il telegiornale serale della NBC. 
Dall'ottobre 1956 al luglio 1970, ha co-condotto il programma televisivo di successo Huntley-Brinkley Report con Chet Huntley; questo programma ha sostituito il programma televisivo Camel News Caravan, che è stato condotto da John Cameron Swayze. Oltre a The Huntley-Brinkley Report, Brinkley ha condotto il programma televisivo David Brinkley's Journal dal 1961 al 1963, per il quale questo programma ha ricevuto il Peabody Award ed è stato premiato due volte con gli Emmy Awards.
Nel 1970, quando il suo collega Huntley si ritirò dalla NBC come conduttore, condusse il programma di notizie serali NBC Nightly News insieme a John Chancellor e Frank McGee negli anni successivi fino al 1979. Dopo brevi trasmissioni di notizie infruttuose dal 1979 al 1981, Brinkley lasciò la NBC. Brinkley si trasferì alla ABC, dove condusse This Week ogni domenica mattina. Ha condotto questo spettacolo di successo fino al novembre 1996. 
Brinkley ha parlato della sua carriera nel giornalismo in un'autobiografia del 1995. Nel corso della sua carriera, Brinkley ha vinto dieci Emmy Awards, tre Peabody Awards e, nel 1992, la Medaglia presidenziale della libertà.

## Vita privata
Brinkley sposò Ann Fischer nel 1946 ed ebbe tre figli. Dopo il divorzio, sposò Susan Melanie Benfer nel 1972.

## Riconoscimenti
- Premio Peabody
- Premi Emmy
- Premio Alfred I. duPont – Columbia University, 1958
- Medaglia presidenziale della libertà, 1992[1]